# Khentkaous III
Pour les articles homonymes, voir Khentkaous.
La reine Khentkaous III est la femme supposée du pharaon Néferefrê de la Ve dynastie, et la mère de Menkaouhor,.

## Sépulture
Le 4 janvier 2015, la découverte de son tombeau par les archéologues tchèques est annoncée par les autorités égyptiennes. Avant cela, selon Mamdouh Mohamed Eldamaty, ministre égyptien des Antiquités, l'existence de Khentkaous III était inconnue. Deux reines égyptiennes antérieures portant le même nom ont été identifiées précédemment,.
Le tombeau de Khentkaous III est déterré à Abousir, lieu où se situent plusieurs pyramides appartenant aux pharaons de la Ve dynastie. Le tombeau est retrouvé près de la pyramide de Néferefrê par une équipe archéologique tchèque dirigée par Miroslav Bárta de l'université Charles de Prague, en collaboration avec une équipe égyptienne. Le nom et le rang de Khentkaous III sont inscrits sur les murs intérieurs de la tombe, probablement par les constructeurs. Ces informations permettent de l'identifier à la fois comme l'épouse de Néferefrê et la mère de Menkaouhor. Des statuettes, vingt-quatre ustensiles en calcaire ainsi que quatre en cuivre – qui faisaient partie des objets funéraires – sont également trouvés dans la tombe, datée du milieu de la Ve dynastie.
Les archéologues qui ont découvert la tombe pensent qu'il s'agit de celle de la femme de Néferefrê en raison de son emplacement près de la pyramide, dans un petit cimetière au sud-est de celle-ci,. Mamdouh Mohamed Eldamaty déclare : « Cette découverte va nous aider à faire la lumière sur certains aspects inconnus de la cinquième dynastie, qui, avec la quatrième dynastie, témoigne de la construction des premières pyramides ».